# Janvier 1836

## Événements
- François Guizot dépose un projet de loi sur la liberté de l'enseignement secondaire qui ne sera pas adopté.
- Algérie : Le général Clauzel décide la reprise des hostilités. Il s’empare de Mascara (décembre 1835) puis de Tlemcen en janvier où il installe une garnison. Puis il soumet les tribus du Cheliff et chasse le représentant de l’émir à Médéa, déserté par sa population. Considérant que la menace est conjurée à l’ouest, il destitue le bey de Constantine et nomme à sa place le chef d’escadron Youssouf, qui s’établit provisoirement à Bône.
- À la mort de la mère de Tocqueville, un partage familial attribue à Alexis le château de Tocqueville ainsi que le titre de comte, qu'il ne portera pas.

- 1er janvier, France : Honoré de Balzac lance son journal La Chronique de Paris.

- 4 janvier (Barcelone) : massacre de 120 prisonniers carlistes.

- 9 janvier, France : exécution de l’assassin Pierre François Lacenaire.

- 16 janvier, France : chez Gosselin, en 2 volumes, De la démocratie en Amérique par Alexis de Tocqueville.

- 18 janvier, France : démission du ministre des Finances, Georges Humann, qui, lors d’un débat parlementaire, a proposé sans en avertir ses collègues de procéder à une conversion de la rente française 5 % afin d’alléger la charge de la dette publique.

- 30 janvier, France : ouverture devant la Chambre des pairs du procès des auteurs de l’attentat du 28 juillet 1835, Fieschi, Morey et Pépin (fin le 15 février)

- 31 janvier, France : dans la Revue de Paris, féroces attaques de Gustave Planche contre Victor Hugo.

## Naissances
- 2 janvier : Mendele-Mokher-Sefarim, écrivain russe de langue hébraïque et yiddish.
- 8 janvier : Sir Laurens Alma-Tadema, peintre britannique d'origine hollandaise († 25 juin 1912).
- 13 janvier : Giuseppe Abbati, peintre italien († 21 février 1868).
- 14 janvier : Henri Fantin-Latour, peintre et lithographe français.
- 29 janvier : George Grant Gordon, officier de l'armée britannique

## Décès
- 7 janvier : Thomas Henry, peintre et mécène français (° 2 mars 1766).
- 21 janvier : André Étienne Justin Pascal Joseph François d'Audebert de Férussac naturaliste et militaire français (° 1786).
- 23 janvier : Charles Yves César Cyr du Coëtlosquet, général de division français du Premier Empire (° 21 juillet 1783).